# Монтальбано-Йонико
Монтальбано-Йонико (итал. Montalbano Jonico) — коммуна в Италии, располагается в регионе Базиликата, в провинции Матера.
Население составляет 7679 человек (2008 г.), плотность населения составляет 60 чел./км². Занимает площадь 132 км². Почтовый индекс — 75023. Телефонный код — 0835.
Покровителем коммуны считается святой Маврикий. Его память совершается 22 сентября. Кроме того, на Страстную Пятницу в городе происходит шествие.

## Демография
Динамика населения:

## Администрация коммуны
- Официальный сайт: http://www.comune.montalbano.mt.it/